# Stranice
Stranice (nemško: Stranitzen ali Rabensberg in der Steiermark) so naselje v Občini Zreče.

## Opis
Razloženo središčno naselje z gručastim jedrom se nahaja severno od Konjiške gore, pod najvišjim vrhom Stolpnik (1012 m.n.m.), med Stenico na zahodu in Pohorjem na severu. Del naselja je omejen na ozko dolino potoka Tesnica. V jedru naselja stoji župnijska cerkev sv. Lovrenca. V bližnjem kamnolomu so naleteli na redki greben rudolistnega apnenca. Kraj se v pisnih virih prvič omenja že leta 1241. Zaradi pomanjkanja primernih kmetijskih zemljišč so se prebivalci nekdaj ukvarjali s furmanstvom, danes pa s cestnim prevozništvom.

### Znani krajani
- Žiga Pesjak - nogometaš
- Gal Pesjak - nogometaš
- Gregor Kušar - nogometaš
- Edvard Adamič (Tičekov Edi) - akad. glasbenik, violončelist
- Katja Korošec - pevka

## Število prebivalcev po zaselkih (2023)
Zadnji uradni podatki Statističnega urada Republike Slovenije o številu prebivalcev v Sloveniji so bili evidentirani za dan 1. januar 2023. Krajevna skupnost Stranice (del  občine Zreče) ima naslednje število prebivalcev po naseljih: (Vir: SURS)
| Zaselek          | Število prebivalcev |
| ---------------- | ------------------- |
| Stranice         | 211                 |
| Spodnje Stranice | 181                 |
| Bukovlje         | 248                 |
| Čretvež          | 60                  |
| Zabork           | 48                  |
| Gornja vas       | 54                  |
| Lipa, Zreče      | 59                  |
| Polajna          | 65                  |
| Mala Gora        | 33                  |
| Križevec         | 312                 |
| Skupaj           | 1.271               |